# Gustav Louženský (architekt)
Gustav Louženský (31. května 1911/někdy také 1913/ Hradec Králové – ?) byl český architekt a malíř. Pocházel z Pražského Předměstí, které v době jeho narození bylo samostatnou obcí.

## Studium
V Hradci Králové od roku 1922 studoval Státní vyšší reálnou školu. V letech 1929–1935 vystudoval architekturu na Českém vysokém učení technickém v Praze (Fakulta architektury a pozemního stavitelství). Jednalo se o žáka architekta Antonína Engela.

## Architekt v Hradci Králové

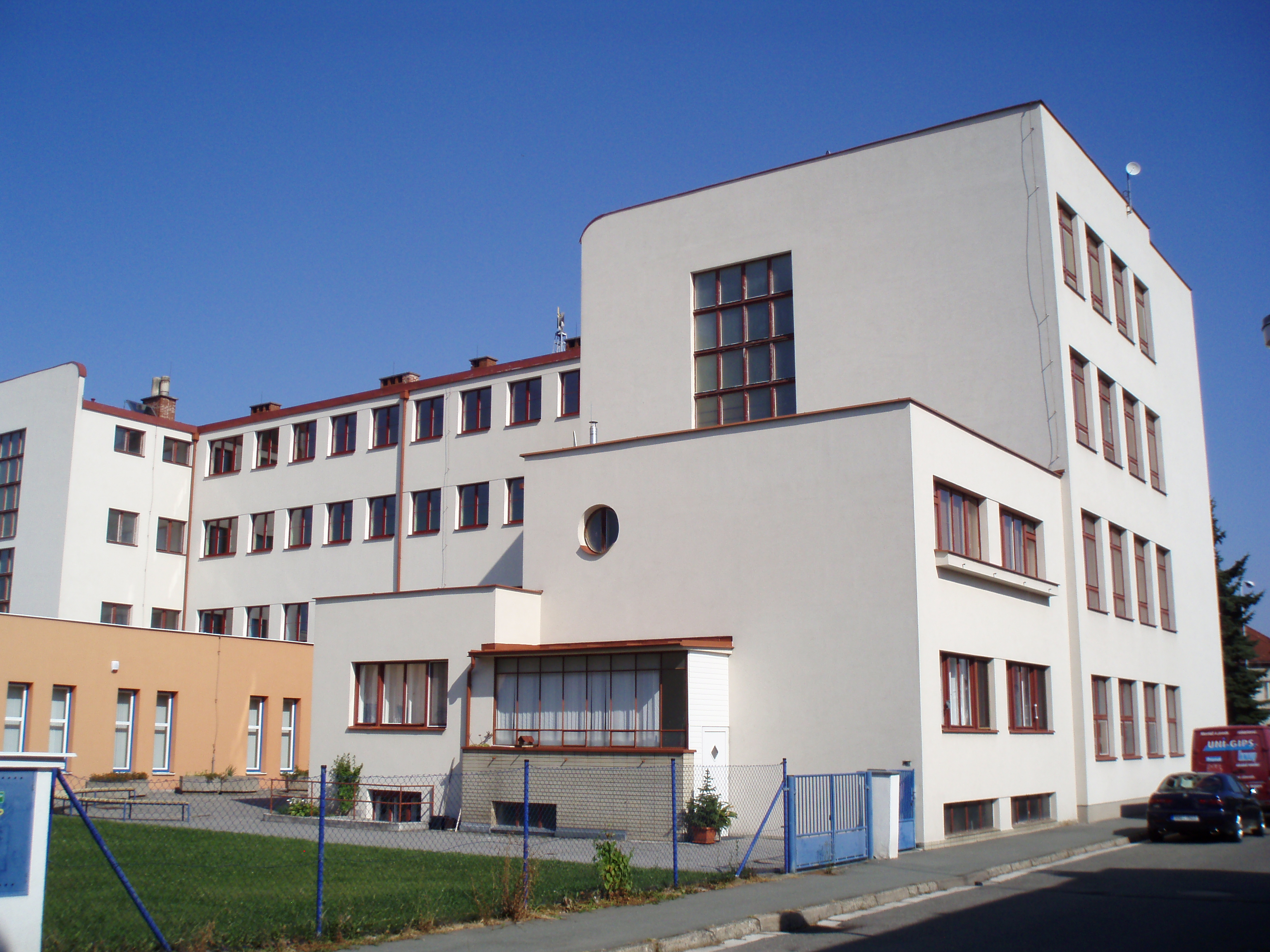
ZŠ Jiráskovo náměstí

Po studiu působil v Hradci Králové. Jeho dílo není příliš známé.
V Hradci se účastnil několik lokálních soutěží, zejména na školní budovy. Vítězným projektem se stala jeho vize školního areálu v Předměřicích nad Labem na konci 30. let 20. století. Vyhrál rovněž s projektem tehdy měšťanské školy na Pražském Předměstí na tehdejším Rašínově, dnes Jiráskově náměstí (Základní škola a Mateřská škola Jiráskovo náměstí, Hradec Králové). Tato soutěž byla vypsána v závěru roku 1938 a vyhodnocena v roce 1939. Louženský byl následně pověřen vypracováním definitivního plánu. Stavba započala na podzim 1939 a do roka mělo být hotovo.
Projektoval také elektrárny či obytné budovy.

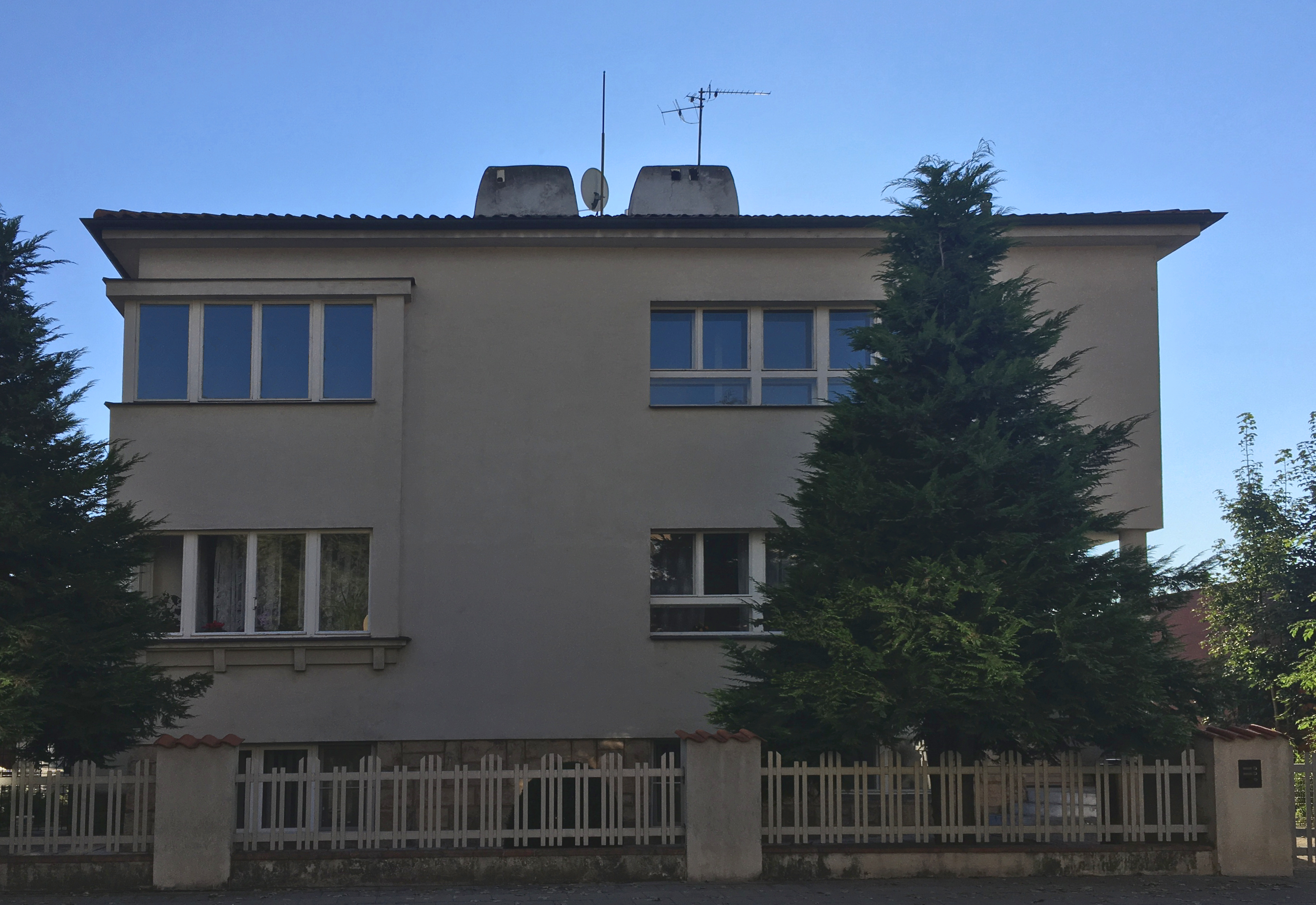
Vila Františka Sternwalda

Mezi významnější realizace patří funkcionalistická vila Františka Sternwalda v Baarově ulici v Hradci Králové (1940–41). Vilu lze dokonce považovat za jednu z posledních kvalitních staveb provedených v Hradci Králové před všeobecným stavebním zákazem vyhlášeným protektorátními úřady roku 1942.

## Architekt mimo Hradec Králové
V roce 1955 vytvořil směrný typový podklad ústavu pro kojence. Časopis Architektura ČSR o něm napsal: "Autor zvolil pro řešení typický půdorys tvaru T, který je obvyklý pro malé nemocnice. Vstup od ambulantní části je navržen z předsazené přízemní části, která navazuje na lékařský a vyšetřovací komplex kojenců. Vstup do nemocničního příjmu je mimoúrovňový. Rozvržení jednotlivých funkčních částí je správné. Koncentrovaná disposice umožňuje provedení objektu i v mírně svažitých terénech. Jednoduchý a jasný konstruktivní systém s přesně dodrženým vyšším modulem umožňuje použít prefabrikovaných prvků. Řešení průčelí není v rozporu s charakterem nemocniční stavby a má předpoklady výtvarného rozvíjení. Některé nedostatky jako na př. předimensované čekárny, jejich nepřímé spojení s ústředním roentgenem, stísněný a nepřímo osvětlený prostor před lůžkovým výtahem, nejsou podstatného rázu a dají se odstranit. Řešení, i přes vytknuté nedostatky, je příkladem dobrého typového podkladu."
Účastnil se také soutěže na stavbu hotelu na Donovalech v Nízkých Tatrách.

## Další aktivity
Kromě architektonické profese působil také jaké malíř (např. akvarel Devět skal) a kreslíř. Byl členem Českého fondu výtvarných umělců (ČFVÚ). Byl rovněž členem Společnosti pro kulturní a hospodářské styky s SSSR, odbočka v Hradci Králové. Publikoval články v časopisu Svět sovětů.
V 60. letech 20. století publikoval o Bulharsku. Např.:
- Budoucnost černomořského pobřeží. Čs. architekt, 1966, 12(12), s. 1–2.
- Úspěchy bulharských architektů a inženýrů v cizině. Bulharsko ve výstavbě. 1965, 14(2), s. 13.
- Z deníku architekta. Bulharsko ve výstavbě. 1964, 13(6), s. 4–6.
- Bulharské pobřeží za několik let nepoznáme. Lidová demokracie. 1968, 24(45), s. 3.

### Další články
- Restaurace a jídelny se samoobsluhou. Studium i programové náčrty s ukazateli, 1958, Praha STÚ.[18]